# Ломография
Ломогра́фия — жанр фотографии, который ставит своей целью запечатлеть на снимках жизнь во всех её проявлениях такой, какая она есть. Ломографы ищут красоту в огромном количестве   плёночных кадров (обычно широкоугольных), снятых с необычных ракурсов.
Для этой цели изначально использовался выпущенный в 1983 году автоматический компактный фотоаппарат Ленинградского оптико-механического объединения «ЛОМО Компакт-Автомат» («LOMO LC-A»), откуда и произошло название. Поддерживается и развивается Международным ломографическим обществом со штаб-квартирой в Вене.
Ломография подразумевает запечатление момента без оглядки на традиционные критерии качества документальной фотографии, как то: резкость, правдоподобная цветопередача, равномерная плотность кадра. Это следствие как доступности и простоты устройства большинства ломографических аппаратов, так и зачастую малой фотографической грамотности части ломографов. Из-за этого некоторыми фотографами и фотолюбителями понятие ломографии истолковывается неверно как некие размытые низкокачественные любительские фотографии. На выставках ломографические снимки мозаично группируются в ломо-стены, при этом художественную ценность имеет не только каждый отдельный кадр, но и их совокупность, на которых может быть изображено всё, что угодно.

## История
Предпосылкой для зарождения ломографии стал фотоаппарат «ЛОМО Компакт-Автомат», запущенный в массовое производство в 1984 году. Зарождение этого жанра фотографии пришлось на первую половину девяностых после того, как студенты из Вены Маттиас Фигель и Вольфганг Странзингер привезли в Западную Европу этот фотоаппарат и сделанные им снимки.
1992 год стал одним из самых значимых за всю историю ломографии: были сформированы не только основные принципы, но и формат выставки — «Ломо-стена» — который потом ещё долго использовали для демонстрации фотографий. В этом году также состоялись выпуск «Манифеста ломографии» и первые ломо-выставки в Вене.
В 1997 году в Мадриде проходит первый Всемирный конгресс по ломографии. Он собирает тысячи энтузиастов нового направления и 35 тысяч фотографий.
C 1998 года фотоаппараты для ломографии, в том числе и обновлённые варианты советских фотокамер «ЛОМО Компакт-Автомат» и «Любитель», производятся за рубежом. С 2008 года Ломографическое общество также производит фотоплёнку для ломографии.

## Международное ломографическое общество
Ломографическое общество — это международная организация, ряды которой постоянно пополняются. Она открыла в разных странах около 70 представительств (в том числе и России), которым предоставляется право на использование идеи, а также сами фотоаппараты. И конечно, ломография — это образ жизни и особый взгляд на мир. Австрийцы придумали забавную расшифровку слову «LoMo» — «love and motion» — любовь и движение. Именно это выражение и стало девизом Ломографического общества. Быть ломографом — значит быть экспериментатором, быть постоянно внимательным к окружающей тебя действительности, быть любопытным и отважным. Основываясь на этих принципах, по всему миру ломографические представительства помогают всем желающим снимать в стиле lomography!
В представительства общества можно обратиться за помощью или советом, а также узнать последние новости из других стран и от других ломографов, принять участие в конкурсах, тусовках и вечеринках.

## ЛОМО Компакт-Автомат
«ЛОМО Компакт-Автомат» («ЛК-А», «LC-A») — первая советская компактная камера, не нуждающаяся в футляре.
Фотоаппарат оснащён автоматическим электронным затвором-диафрагмой, управляемым электронным экспонометрическим устройством.
Камера отличается прочным корпусом с закрывающимися металлическими шторками светосильным объективом и видоискателем, лёгкостью и компактностью, а также простотой использования.

## Другие фотоаппараты для ломографии
Для ломографии используется не любой аппарат завода ЛОМО, но только вышеупомянутый «ЛОМО Компакт-Автомат» за счёт своего широкоугольного объектива (характерное виньетирование кадра), автоматического экспонометра, который не всегда срабатывает корректно, а также за счёт особым образом выполненного просветления оптики, дающего необычные цвета. Ломографическим сообществом создан, выпускается и распространяется ряд моделей фотоаппаратов, предназначенных исключительно для ломографии.
- «ActionSampler» — четырёхобъективная фотокамера. Объективы работают по очереди с промежутком в четверть секунды, то есть снимки асинхронно кладутся на одну фотографию. Одним нажатием спусковой кнопки можно получить серию из четырёх мини-кадров по схеме 2×2 на одном стандартном кадре плёнки, что позволяет запечатлеть действие в движении. Выпускается в двух вариантах: с прозрачным корпусом («Actionsampler Transparent») и блестящим хромированным («Actionsampler Chrome»).
- «ActionSampler Flash» — четырёхобъективная фотокамера с четырёхсегментной вспышкой.
- «Colorsplash» — в фотоаппарат интегрирована вспышка со сменными разноцветными светофильтрами (до 12 цветов) для подсвечивания объекта съёмки и возможность установки длительной выдержки. Выпускается с более продвинутыми вариантами корпусов: прорезиненным («Colorsplash Chakra»), блестящим («Colorsplash Chrome») и чехлом из меха («Colorsplash Ice Bear»)
- «Diana F+» — среднеформатная камера, предшественница фотоаппарата «Holga». Диафрагмы: 8, 11, 16. Выдержки: 1/60 и В. Объективы: 75 мм (штатный), 55 мм (широкоугольный), 110 мм (телеобъектив) и 20 мм (рыбий глаз). Дополнительные аксессуары: задник на 35-мм плёнку (возможны кадры с перфорацией), Instant back.
- «Fisheye Camera» — небольшая камера, оснащённая широкоугольным объективом типа рыбий глаз с углом охвата изображения в 170 градусов. Выпускается в нескольких цветовых вариантах, включая монохромные.
- «Fisheye 2» — усовершенствованная «фишай» камера в алюминиевом корпусе с дополнительным видоискателем. Выпускается в нескольких цветовых вариантах: белом (Fisheye 2 White Edition), чёрном, хромированном и розовом.
- «Frogeye Underwater» — камера для съёмки под водой. Имеет водонепроницаемый корпус и оснащена вспышкой.
- «Holga» — среднеформатная ломо-камера.
- «Горизонт-компакт» — удобный панорамный фотоаппарат, позволяющий делать снимки с углом обзора 120 градусов.
- «Horizon Perfekt» — панорамный фотоаппарат с креплением для штатив и расширенными настройками.
- «Lomolitos Single Use» — одноразовая камера, заряжённая плёнкой на 24 кадра. «Ломолитос» выпускаются в четырёх цветовых вариантах — красный, синий, зелёный, жёлтый.
- «Oktomat» — камера с восемью объективами, срабатывающими по очереди.
- «Pop 9» — фотокамера с девятью мини-объективами и вспышкой, которые снимают одновременно. Цвета корпуса бывают золотой и чёрный («Pop 9 Black Edition»).
- «Supersampler» — четырёхобъективная камера, только с панорамными объективами расположенными в одну линию. Объективы срабатывают по очереди, благодаря чему на фотографии получается ряд из фото-полос. Выпускаются с различными вариантами раскраски корпуса.